# Конрад Колшек
Конрад Колшек (Шибеник, 23. октобар 1933 — Цеље, 27. април 2009) био је генерал-пуковник Југословенске народне армије.

## Биографија
Рођен је 1933. године у Шибенику, где му је отац службовао у Југословенској краљевској морнарици. Основну школу је завршио у месту Летуш, у савињској долини у данашњој Словенији.
За војни позив се одлучио 1949. године, када је уписао Артиљеријску војну школу у Загребу. После тога завршио је све високе војне школе. Војну академију је завршио 1974. године, а затим пост-дипломске студије у Центру високих војних школа где је 1981. магистрирао.
Током службе у Југословенској народној армији (ЈНА) обављао је бројне дужности од командира до команданта, као и бројне штапске дужности на просторима читаве Социјалистичке Федеративне Републике Југославије (СФРЈ) и у Генералштабу ЈНА. Између осталог био је командант Титоградског корпуса и начелник Прве управе Генералштаба ЈНА. Два пута је ванредно унапређиван и то у потпуковника, 1971. и у генерал-потпуковника 1986. године. У чин генерал-пуковника унапређен је 22. децембра 1989. године.
На дужност команданта Пете војне области ЈНА, са средиштем у Загребу (ова војна област обухватала је подручје Хрватске и Словеније) именован је септембра 1989. године и на тој дужности га је затекао почетак оружаних сукоба у СФРЈ, тачније у Републици Словенији јуна 1991. године. Он се тада нашао у „вакуум простору“ јер се није слагао са ставовима највишег војног и државног руководства СФРЈ у Београду, као ни са сецесонистичким руководством Републике Словеније у Љубљани. Указом Председништва СФРЈ бр. 623 од 29. јуна 1991. године разрешен је са дужности команданта Пете војне области, а на његово место је постављен генерал-пуковник Живота Аврамовић. Октобра 1991. године је пензионисан.
По осамостаљивању Словеније, одлучио је 1993. године да оде тамо, иако је у Београду имао обезбеђењу пензију и ако су му ту остали породица - супруга и два сина. У Словенији га је чекала оптужница за „издају и агресију на Словенију“, која га је теретила да је „наредио ЈНА да обезбеди државну границу СФРЈ”, због чега је „послао на граничне прелазе са Италијом, Аустријом и Мађарском”, чиме је „започео агресију на Словенију”. Пред судом је успео да се одбрани, а у пресуди је такође стајао закључак „да је у време рата у Словенији, Словенија била саставни део СФРЈ и да је ЈНА била једина легитимна оружана сила заједничке државе, те да стога генерал Колшек не може бити агресор у сопственој држави“.
О сукобима у СФРЈ, написао је две књиге, као аутентично сведочење и то „Сећања на почетак оружаних сукоба у СФРЈ 1991.“ и „1991. први пуцњи у СФРЈ“.
Преминуо је 27. априла 2009. године у Цељу.